# نظام قضایی ایران در سده بیستم
در سده بیستم  نظام قضایی ایران در سه دورهٔ آغاز مشروطیت، پهلوی و پس از انقلاب تغییرات شگرفی را تجربه کرد.

## دورهٔ قاجار پس از انقلاب مشروطه
متمم قانون اساسی مشروطیت، که در اکتبر ۱۹۰۷ تصویب شد، دربارهٔ تأسیس دادگاه‌های نوین بود. چهار دادگاه مدنی نوین تأسیس شدند، از جمله محکمهٔ ملکی و مدنی، محکمهٔ جزا، محکمهٔ استیناف، و دیوان تمیز که تنها اسمی از آنها وجود داشت. به هر حال، جز قوانین مذهبی و معمول قوانین دیگری وجود نداشت، و قضات در مدارس مذهبی تربیت شده بودند. در غیاب هرگونه قانون و رویه مدنی مدون، محاکم از شرع پیروی می‌کردند، و احکام شان فاقد یکنواختی و گاهی متناقض بود. از جایی که هیچ سازوکار سازشی بین محاکم وجود نداشت، محکومیت‌های مورد مناقشه به مجتهدین ارجاع می‌شدند که حکمشان اغلب از تصمیمات محاکم مدنی متفاوت بود؛ بنابراین، دادگاهی، در ۱۹۰۸ ایجاد شد و اداره کنندگانش به منظور ایجاد سازش بین تصمیمات متفاوت محاکم تلاش کردند. تلاش برای مدون سازی قانون شرع به منظور تسهیل کار دادگاه با مخالفت شدید علما مواجه شد که قانون شریعت را حوزه انحصاری خود می‌دانستند.
اصلاحات مشیرالدوله
وقتی مشیرالدوله حسن پیرنیا در ۱۹۱۰ وزیر عدلیه شد، از مجلس خواستار بودجه‌ای مجزا برای وزارتخانه‌اش شد تا بتواند حقوق قضات و دیگر کارکنان قضایی را بپردازند. معمولاً حقوق قضات پرداخت نمی‌شد، و بنابراین وزارت تعرفه‌ای ۵ درصدی را بر شاکی و ۱۰ درصدی بر متشاکی در صورت محکومیت اعمال می‌کرد. امور قضایی شاخه‌ای مستقل و بنا بر متمم قانون اساسی مجزا از حکومت بود و نمی‌شد هیچ قاضی را اخراج یا از مسئولیتش منتقل کرد. در ۱۹۱۱، مشیرالدوله به منظور راحت شدن از شر قضات ناتوان، کل وزارتخانه را منحل کرد و مطالبات معوقه همه قضات را با پذیرش استعفایشان پرداخت کرد. او همچنین مناصب موقت قضایی را به منظور اداره امور روزمره تأسیس کرد.

## دورهٔ پهلوی
با سقوط سلسلهٔ قاجار و برتخت نشینی رضا شاه  به عنوان رضا شاه پهلوی (پادشاهی ۱۳۰۴–۱۳۲۰) دورهٔ نوینی از تغییرات مهم سیاسی و اجتماعی و اصلاحات آغاز شد. او نتوانسته بود در مقام نخست‌وزیر، قضا را اصلاح کند، گرچه تلاش‌هایی بدان منظور انجام داده بود. به هرحال اکنون که شاه شده بود، می‌توانست گام‌هایی بردارد که تغییرات مورد نظر را به همراه بیاورد. سلسلهٔ جدید برنامهٔ جاه‌طلبانه‌ای برای اصلاحات قضایی و غیره را شروع کرد و آنها را با کم‌توجهی به صداهای مخالف، چه مذهبی چه سکولار، پیاده کرد. کابینهٔ جدیدی که پس از در دست گرفتن حکومت به دست رضا شاه به قدرت رسید، آمادهٔ شروع تغییراتی رادیکال بود.

## دورهٔ پس از انقلاب
پس از انقلاب ۱۹۷۹ و تأسیس جمهوری اسلامی ایران، قانون اساسی جدید که در ۳ دسامبر ۱۹۷۹ تصویب شد مبنای نوینی برای قضای ایران شکل داد. کل نظام قضایی کشور اسلامی شد، زیرا اصل چهارم قانون اساسی اظهار می‌دارد که همهٔ قوانین و مقررات باید بر مبنای اصول اسلامی باشد. به هرحال؛ تا ۱۱ اوت ۱۹۸۲ که آیت الله خمینی قوانین و مقررات قبل از انقلاب را ممنوع کرد، قضات همچنان بدان‌ها عمل می‌کردند. او به قضات دستور داد در جایی که هیچ قانون اسلامی جدیدی تصویب نشده از دانش خود از حقوق اسلامی استفاده کنند و بدین وسیله به آنها قدرت زیادی در نظر دادن اعطا کرد. تا آن زمان؛ صدها قانون جدید بر اساس قانون اسلامی شیعه به وجود آمده بود، از جمله یک قانون جزایی و مدنی جدید. مثلاً قانون قصاص بیان می‌کرد که در موارد جرایم شدید، خانواده‌ها می‌توانند خواهان کیفر از جمله مرگ شوند. دیگر قوانین تصویب‌شده برای جرایم متعدد اخلاقی نظیر استعمال الکل، بی‌حجابی، زنا، روسپی‌گری و روابط نامشروع جنسی جریمه‌هایی وضع می‌کرد. مجازات‌های پیش‌بینی‌شده در این قوانین شامل شلاق در ملأ عام، اعدام در ملأ عام، اعدام عمومی به وسیله سنگسار برای زانیان و دارزدن برای دیگر موارد بود.